# Tora-Ki
Tora-Ki è un album in studio del rapper italiano Raige e del produttore italiano Zonta, pubblicato il 6 giugno 2006 da La Suite Records.

## Descrizione
Si tratta della prima pubblicazione solista di Raige dopo l'uscita dell'album Sotto la cintura degli OneMic, gruppo di cui è membro. Le produzioni dei brani sono state curate da Zonta, ad eccezione di Interludio Unlimited (prodotto da DJ Shocca) e di Fight Club (prodotto da Rayden).

## Tracce
1. Intro (ft. DJ Tsura) – 3:22
2. Coraggio – 3:35
3. Quando bussi – 2:50
4. Tora-Ki – 4:07
5. Interludio Unlimited (ft. DJ Shocca) – 1:33
6. Dove eravamo rimasti (ft. Rayden) – 3:08
7. Hey Pa – 3:51
8. L'unica – 2:22
9. Blu (ft. Ensi) – 3:25
10. Interludio concrete (ft. RockDrive) – 2:00
11. Mai – 3:45
12. Cuore (ft. Ensi) – 2:56
13. Ora dormi – 3:02
14. Sulle mani – 3:48
15. Outro (ft. DJ Shocca) – 1:28
16. Fight Club (Bonus Track) – 4:19